# Créolité
Créolité is een literaire beweging, die voor het eerst ontwikkeld is geworden in de jaren 1980-1989 door Martinikaanse schrijvers Patrick Chamoiseau, Jean Bernabé en Raphaël Confiant. Het trio publiceerde Eloge de la créolité (Lof van de créolité) in 1989 als antwoord op de ontoereikendheid die ze zagen in de négritude beweging. Créolité of "creoolheid", is een neologisme dat de culturele en taalkundige heterogeniteit van de Antillen probeert te beschrijven en meer bepaald dat van het Franse Caribische gebied.

## Geschiedenis
Créolité kan misschien het best worden beschreven in contrast met de beweging die aan haar voorafging, la négritude, een literaire beweging geleid door Aimé Césaire, Léopold Sédar Senghor en Léon Damas in de periode 1930-1939. De  Négritude-schrijvers wilden zichzelf in termen van hun culturele, raciale en historische banden met het Afrikaanse continent definiëren in een verwerping van de Franse koloniaal-politieke hegemonie en van de Franse culturele, intellectuele, raciale en morele overheersing. Césaire en zijn tijdgenoten beschouwden het gedeelde zwart erfgoed van leden van de Afrikaanse diaspora als een bron van macht en zelfwaarde voor die met lichamelijke en psychologische geweld waren onderdrukt door het koloniale project.
Latere schrijvers zoals de Martinikaan Edouard Glissant gingen de monolithische visie op "zwartheid" afkeuren die de négritudebeweging afbeeldde. In het begin van de periode 1980-1989, stelde Glissant het begrip van Antillanité ("Antilliteit") voor die beweerde dat de Caribische identiteit niet kon worden beschreven enkel en alleen op basis van Afrikaanse afkomst. De Caribische identiteit kwam niet alleen voort uit het erfgoed van ex-slaven, maar werd evenzeer door de inheemse Caribische bewoners, de Europese kolonisten, Oost-Indische en Chinese coolies (opgeleide dienaars) beïnvloed. Glissant en aanhangers van de daaropvolgende créolitébeweging (créolistes genoemd) beklemtonen de unieke historische en culturele wortels van het Caribisch gebied, daarbij nog steeds de Franse dominantie in het Franse Caribisch gebied afkeurend.
De auteurs van Eloge de la créolité beschrijven  créolité als "een vernietiging van de valse universaliteit, van het monolinguïsme en van de zuiverheid" ('La créolité est une annihilation de la fausse universalité, du monolinguisme et de la pureté). De créolitébeweging zoekt in het bijzonder de dominantie van het Frans te doen keren als de taal van cultuur en literatuur in het Franse Caribisch gebied. In plaats daarvan waardeert men het gebruik van het Antilliaans Creools in een literaire, culturele en academische context. Inderdaad publiceren vele van de créolistes hun romans zowel in het Creools als in het Frans.